# 砂地深鰩
砂地深鰩（學名：Pavoraja arenaria），為軟骨魚綱鰩目單鰭鰩科深鰩屬的一種，分布於東印度洋澳洲西南部海域，為特有種，深度192至712公尺，體長可達34.3公分，棲息在大陸棚及大陸坡上層軟底質海域，為深海底棲性魚類，屬肉食性，卵生, 生活習性不明。